# Brutal Planet
Brutal Planet —en español: Planeta brutal— es el 21.º álbum de Alice Cooper, lanzado en junio del año 2000 por Spitfire Records. Producido por Bob Marlette, el disco marca un cambio en el sonido de Alice, acercándose a un metal industrial moderno, con atmósferas oscuras.
Líricamente Brutal Planet es un álbum conceptual, abordando temas diversos como violencia doméstica, comportamiento psicopático, prejuicio, guerra o un tema de hondo debate e interés público en los Estados Unidos, como son las tristemente célebres "masacres escolares".
Las letras de ciertas canciones del álbum han sido destacadas por su "mensaje de moral bíblica", por parte de Doug Van Pelt, editor de la revista de música cristiana "HM Magazine".

## Lista de canciones
Todas las canciones por Cooper-Marlette, salvo donde se indica.

| Brutal Planet |                                                 |          |  |
| N.º           | Título                                          | Duración |  |
| 1.            | «Brutal Planet»                                 | 4:40     |  |
| 2.            | «Wicked Young Man»                              | 3:50     |  |
| 3.            | «Sanctuary»                                     | 4:00     |  |
| 4.            | «Blow Me a Kiss» (Cooper, Marlette, Bob Ezrin)  | 3:18     |  |
| 5.            | «Eat Some More»                                 | 4:36     |  |
| 6.            | «Pick Up the Bones»                             | 5:14     |  |
| 7.            | «Pessi-Mystic» (Cooper, Marlette, Brian Nelson) | 4:56     |  |
| 8.            | «Gimme»                                         | 4:46     |  |
| 9.            | «It's the Little Things»                        | 4:11     |  |
| 10.           | «Take It Like a Woman»                          | 4:12     |  |
| 11.           | «Cold Machines»                                 | 4:14     |  |
| 47:58         |                                                 |          |  |

## Créditos
- Alice Cooper – Voz
- Ryan Roxie – Guitarra
- Eric Singer – Batería
- Bob Marlette – Bajo, teclados